# Thomas Lambert (marchand)
Pour les articles homonymes, voir Lambert et Thomas Lambert (homonymie).
Thomas Lambert est un marchand français du XVIIe siècle, un des premiers à s'implanter au Sénégal.

## Biographie
Thomas Lambert est capitaine dans la marine, originaire de Dieppe, en Normandie. Avec Claude Jannequin, son second, peut-être dieppois lui aussi, auteur d'un récit de voyages sur le fleuve Niger et, comme Lambert, associé  de la Compagnie normande qui a reçu un privilège de Richelieu pour des explorations au profit de la France, ils installent « un modeste ouvrage, mi-fortin mi-magasin, à la pointe de Bieurt, dans l'île de Bocos, à trois lieues de l'embouchure » du fleuve Sénégal, y fondant ainsi, en 1638, le tout premier établissement français. La construction prit cinq ans et fut achevée en 1643, recevant le nom de fort Saint-Louis. Ce comptoir est ensuite transféré sur l’île de N’dar, donnant en 1659 naissance à la ville de Saint-Louis.